# Begonia × erici-magni
Begonia × erici-magni es una especie de planta perenne perteneciente a la familia Begoniaceae. 
Es un híbrido compuesto por Begonia crispula Brade × Begonia goegoensis N.E.Br.

## Taxonomía
Begonia × erici-magni fue descrita por Sven Bertil Gunvald Lindquist y publicado en Svensk Botanisk Tidskrift 49: 134. 1955.
Etimología
Begonia: nombre genérico, acuñado por Charles Plumier, un referente francés en botánica, honra a Michel Bégon, un gobernador de la excolonia francesa de Haití, y fue adoptado por Linneo.
erici-magni: epíteto